# جریکو (مجموعه تلویزیونی)
جریکو (به انگلیسی: Jericho) یک مجموعه تلویزیونی آمریکایی است که از ۲۰ سپتامبر ۲۰۰۶ تا ۲۵ مارس ۲۰۰۸ از شبکه CBS پخش میشد.

## داستان
داستان از حمله هسته ای به ۲۳ شهر آمریکا شروع می‌شود. در ادامه به مشکلات یک شهر در این زمان پرداخته می‌شود. در فیلم چندبار به کشورهای ایران و کره شمالی اشاره می‌شود.

از جمله در قسمت پانزدهم فصل یکم یک گروه تکاور تقلبی، به تاراندن این دو کشور و بخصوص ایران «ایران بهای آن را پرداخت» اشاره شده‌است.

## فصل ها
فصل اول این سریال که در ۲۲ قسمت ساخته شد و امتیاز ۸ را در IMDB دریافت کرد.فصل دوم آن در ۷ قسمت ساخته شد اما مورد استقبال قرار نگرفت و در نتیجه پس از کنسل شدن سریال، فصل سوم و چهارم در آگوست ۲۰۱۲ به صورت کمیک منتشر شدند.

## جریکو در ایران
شرکت تصویر دنیای هنر در سال ۱۳۸۹، شروع به دوبله و پخش این سریال در ایران نمود و چون فروش ناموفقی داشت پخش این سریال در اواسط آن قطع شد اما پس از چند ماه تصویر دنیای هنر آن را به صورت کامل در یک بسته پخش کرد.